# Orleans (band)
Orleans is een Amerikaanse rockband uit de jaren 70 van de 20e eeuw.
De band is geformeerd rond John Hall en de broers Larry en Lance Hoppen. Ze zijn begin jaren 70 populair met goedverzorgde close harmony, maar worden volledig verdrongen door de punkbeweging in de jaren 80. Daarna worden onregelmatig reünieconcerten gehouden en volgens meerdere studioalbums.

## Discografie

### Albums
- Orleans (1973)
- Orleans II (1975)
- Let there be music (1975)
- Waking and dreaming (1976)
- Forever (1979)
- Orleans (1980)
- One of a kind (1982)
- Grown up children (1986)
- Orleans live (1991, voornamelijk Japan))
- Analog men (1994, alleen in Japan)
- Ride (1996)
- Dancin' in the moonlight (2005)
- Obscurities (2008)

### NPO Radio 2 Top 2000
| Nummers met noteringen in de NPO Radio 2 Top 2000 | '99  | '00 | '01  |
| ------------------------------------------------- | ---- | --- | ---- |
| Dance with me                                     | 1940 | -   | 1987 |
| Still the one                                     | 1981 | -   | -    |

1. ↑  Een '-' betekent dat het nummer niet was genoteerd en een vetgedrukt getal geeft de hoogste notering van een nummer aan.
2. ↑  Deze tabel is bijgewerkt tot en met de laatste editie (2024).